# Doliopria collegii
Doliopria collegii (лат.) — вид паразитических мирмекофильных наездников семейства диаприиды надсемейства Proctotrupoidea (или Diaprioidea, Diapriini) подотряда стебельчатобрюхие отряда перепончатокрылые насекомые. Южная Америка: Аргентина (Buenos Aires, Misiones). Мелкие насекомые (длина около 1 мм). Ассоциированы с кочевыми муравьями Eciton burchellii (Westwood) и Eciton quadriglume (Haliday) (Ecitoninae).